# Малаховский, Пётр
Пётр Малаховский (пол. Piotr Małachowski, род. 7 июня 1983 года) — польский метатель диска, чемпион мира 2015 года, двукратный серебряный призёр Олимпийских игр. Выступал на Олимпиаде в Лондоне, где занял 5-е место. Чемпион Европы 2010 года с рекордом чемпионатов — 68,87 м.
Международную карьеру начал в 2001 году. Его первыми крупными соревнованиями, стал чемпионат Европы по лёгкой атлетике 2001 года, на котором он занял 5-е место.
За годы карьеры девять раз устанавливал рекорд Польши. В настоящее время владеет национальным рекордом — 71,84 м. — этот результат был показан 8 июня 2013 года на мемориале Фанни Бланкерс-Кун.
Кавалер ордена Возрождения Польши, кавалер золотого польского Креста Заслуг.
Серебряную медаль, выигранную на Играх в Рио-де-Жанейро, продал на аукционе, чтобы помочь в лечении рака 3-летнего польского мальчика